# Die letzte Etappe (1948)
Die letzte Etappe ist ein polnischer Spielfilm aus dem Jahre 1948. Es ist der erste Spielfilm der Dokumentarfilmerin Wanda Jakubowska und der erste Spielfilm der Filmgeschichte, der das Leben im Vernichtungslager Auschwitz-Birkenau zum Thema hat. Wanda Jakubowska überlebte in Auschwitz eine mehrjährige Haft bis zur Befreiung durch die Rote Armee. Das Drehbuch basiert auf ihren Erlebnissen und denen anderer Frauen.

## Handlung
Der Film erzählt das Schicksal mehrerer Frauen im Vernichtungslager Auschwitz-Birkenau. Im Krankenlager formen Frauen eine kleine Zelle von Widerstandskämpferinnen. Die polnische Jüdin Marta Weiss kommt mit ihrer Familie ins Lager Auschwitz-Birkenau und arbeitet für den Lagerkommandanten als Übersetzerin, während ihre Familie ermordet wird. Marta hilft anderen Mitgefangenen und engagiert sich in der kleinen Widerstandsgruppe. Helena versteckt in der Krankenstation die französische Gefangene Michèle. Eugenia ist eine russische Ärztin, die den Kranken hilft und unter dem Verdacht des Widerstandes gefoltert und ermordet wird. Die deutsche Kommunistin Anna wehrt sich ebenfalls gegen die sadistischen Ärzte im Krankenlager und kommt dafür in Bunkerhaft. Kurz vor der Befreiung des Vernichtungslagers durch die Rote Armee versucht Marta, aus dem Lager zu fliehen, wird dabei gefasst und zum Tode verurteilt. Die Rote Armee befreit schließlich das Lager. Der Film endet mit den Worten der sterbenden Marta an die russischen Soldaten: „Erlaubt nicht, dass Auschwitz sich wiederholt!“

## Hintergrund
Der Film benutzt dokumentarische Originalaufnahmen, die von Filmoffizieren der Roten Armee gedreht wurden. Es spielen teilweise ehemalige Insassen von Auschwitz-Birkenau sowohl Häftlinge, als auch deren Peiniger. Ein besonderes Merkmal dieses Filmes ist die Tatsache dass, obwohl alle Schauspieler Polen sind, diejenigen, welche deutsche Wachen spielen, auch deutsch sprechen. Dies stellte einen Mehraufwand während des Drehs dar, macht aber die Atmosphäre des Filmes authentischer. Die Dreharbeiten fanden 1947 an Originalschauplätzen statt. Der Film erlebte seine Uraufführung am 28. März 1948. Regieassistent von Wanda Jakubowska war bei diesem Film der spätere Starregisseur Jerzy Kawalerowicz.
Die im Film dargestellten Charaktere beruhen zum großen Teil auf tatsächlichen Gefangene des Frauenlagers Birkenau. So sind in der Darstellung große Parallelen der kommunistischen Ärztin Anna zu Orli Wald und der jüdischen Polin Martha Weiss zur Belgischen Jüdin Mala Zimetbaum zu erkennen.
Der Film wurde für das Programm der 2024 erstmals abgehaltenen Achava-Filmtage ausgewählt, die im Rahmen der jährlichen Thüringer Achava-Festspiele, einer Veranstaltungsreihe zur jüdischen Kultur, stattfinden.

## Kritiken
„Ein erschütternder Spielfilm, in dem die Regisseurin auch von ihrem eigenen Schicksal berichtet. In seiner Mischung aus Spielszenen und Dokumentarmaterial stellt der Film auch heute noch ein aufrüttelndes Dokument dar.“

## Auszeichnungen
Der Film gewann 1948 den Hauptpreis beim ersten Internationalen Filmfestival von Karlovy Vary. 1950 erhielt der Film eine Nominierung für den British Film Academy Award in der Kategorie Bester Film.

## Filme mit dem gleichen Titel
Den gleichen Titel tragen zwei weitere Filme:
- 1934: Die letzte Etappe (Le grand jeu) – Regie: Jacques Feyder
- 1953: Die letzte Etappe (Le grand jeu) – Regie: Robert Siodmak